# Mustelicosa dimidiata
Mustelicosa dimidiata är en spindelart som först beskrevs av Tord Tamerlan Teodor Thorell 1875.  Mustelicosa dimidiata ingår i släktet Mustelicosa och familjen vargspindlar. Inga underarter finns listade i Catalogue of Life.